# Ingeniero Maschwitz
Ingeniero Maschwitz, conhecida simplesmente como Maschwitz, é uma cidade da Argentina, localizada no partido de Escobar na província de Buenos Aires. Faz parte da área metropolitana da Grande Buenos Aires (Gran Buenos Aires).
O nome da cidade deve-se a Carlos Maschwitz, nascido em Buenos Aires, em 7 de maio de 1862, filho de Georg Eduard Maschwitz, primeiro gerente do Banco de Londres (Bank of London) e fundador e primeiro gerente do Banco Alemão Transatlântico (Banco Alemán Transatlántico).